# Porsche 919 Hybrid
Porsche 919 Hybrid är en sportvagnsprototyp tillverkad av den tyska biltillverkaren Porsche mellan 2014 och 2019. 
Bilen tävlar i FIA World Endurance Championship och debuterade vid Silverstone 6-timmars 2014.

## Tekniska data
| Tekniska data               | Porsche 919 Hybrid                                                    |
| --------------------------- | --------------------------------------------------------------------- |
| Motor:                      | Mittmonterad 4-cyl V-motor med turbo                                  |
| Cylindervolym:              | 2000 cm³                                                              |
| Max effekt:                 | >500 hk                                                               |
| Ventilstyrning:             | Dubbla överliggande kamaxlar per cylinderrad, 4 ventiler per cylinder |
| Bränslesystem:              | Direktinsprutning                                                     |
| Hybridsystem:               | >250 hk elmotor på framaxeln, driven av ERS energiåtervinning         |
| Växellåda:                  | 6-växlad sekventiell                                                  |
| Drivning:                   | Fyrhjulsdrift                                                         |
| Hjulupphängning fram & bak: | Dubbla tvärlänkar, skruvfjädrar                                       |
| Bromsar:                    | Keramiska skivbromsar                                                 |
| Chassi & kaross:            | Kompositchassi med kompositkaross                                     |
| Torrvikt:                   | 900 kg                                                                |

## Tävlingsresultat

### Sportvagns-VM 2014
Porsches återkomst till sportvagnsracingens högsta division 2014 blev inte problemfri men kröntes till slut med en seger i säsongens sista deltävling i São Paulo 6-timmars genom Romain Dumas, Neel Jani och Marc Lieb. Teamet slutade på tredje plats i konstruktörsmästerskapet.

### Sportvagns-VM 2015
Efter återkomsten till sportvagnarnas huvudklass 2014 kom Porsche att dominera sportvagns-VM säsongen 2015. Stallet vann sex av säsongens åtta deltävlingar, inklusive en dubbelseger på Le Mans och Porsche tog hem segern i konstruktörsmästerskapet.